# 川汲峠
川汲峠（かっくみとうげ）は、北海道函館市にある北海道道83号函館南茅部線、川汲山道の峠である。

## 概要

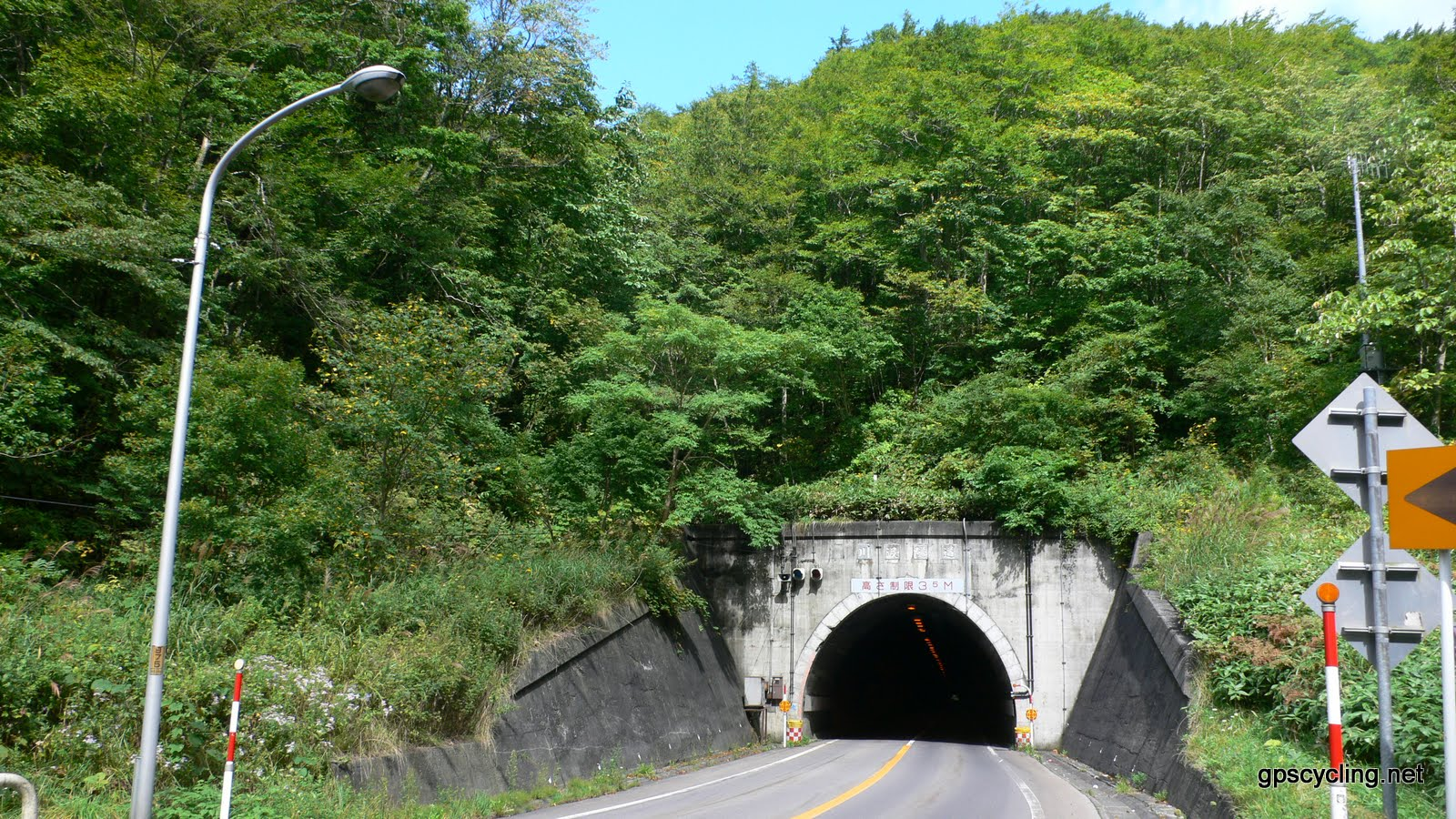
新川汲トンネル開通により閉鎖された川汲隧道（2007年9月撮影）

上湯川村および銭亀沢村字目名（亀尾村→湯川町大字亀尾村）と尾札部村および臼尻村（後の南茅部町）を結ぶ川汲山道の峠である。
川汲山道とは「箱館表方間道路之里程改正写」（村上嶋之允、1798年（寛政10年）、北大図書館所蔵）によれば上湯川村稲荷社前より川汲浜に至る六里二九丁一間としている。
おおよそのルートは鉄山より汐泊川に沿って北上、馬揚（一本木）にて上湯川村鱒川より鱒川峠（木原）を越えてきた鱒川道と合流し、野田府よりこの峠を越える。その後川汲川に沿って下り海岸に出る。途中、馬揚では茶屋が2軒あった。温泉、川汲温泉もある。
2004年12月に函館市と南茅部町が合併するまでは、両市町の境界の峠であった。峠の頂上に2008年7月に全長2,056mの新川汲トンネルが開通し、それまで使われていた川汲隧道は閉鎖された。隧道が作られる前の旧旧道や旧旧旧道も一部林道として現存しているが、廃道化が進んでいる。霧がかかり、前方が見えづらくなることがしばしばある。
川汲の由来は永田地名解によると「カッコ鳥居る所」である。

## ルート変更
今まで3回のルート変更がされている。

### 二代
南茅部町史 下 によると大正山道とよぶ。
自動車通行を可能にするための変更で、大正10年に尾札部村、臼尻村、湯川村が北海道庁に誓願して、1925年(大正14年)10月1日開通した。

### 三代
川汲隧道開通に伴う変更。1968年(昭和43年)12月開通。

### 四代
新川汲トンネル開通に伴う変更

## 社会問題
この峠は違法競走型暴走族の出没スポットでもある。

## 歴史
箱館戦争の際、ここで旧幕府軍と新政府軍との交戦があった。近くの川汲温泉には慰霊碑が建立されている。

### 年表
- 1925年(大正14年)10月1日、自動車が通行できる形で開通(二代目ルート) 。
- 1925年(大正14年)11月、藤野自動車が路線バスを運行。
- 1950年(昭和25年)6月、函館バス(当時函館乗合自動車)により路線バスが本格的に運行開始
- 1968年(昭和43年)12月、川汲トンネル開通(三代目ルート)
- 1972年（昭和47年）2月4日、北海道道に制定
- 2008年7月28日、新川汲トンネル開通(四代目ルート)